# Lorena Guréndez
Lorena Guréndez García (née le 7 mai 1981 à Vitoria-Gasteiz) est une gymnaste rythmique espagnole.

## Biographie
Lorena Guréndez remporte aux Jeux olympiques d'été de 1996 à Atlanta la médaille d'or par équipe avec Marta Baldó, Estela Giménez, Nuria Cabanillas, Tania Lamarca et Estíbaliz Martínez.

## Palmarès

### Jeux olympiques
- Atlanta 1996
  -  médaille d'or par équipe.

### Championnats du monde
- Budapest 1996
  -  médaille d'argent par équipe.
- Séville 1998
  -  médaille d'argent par équipe.